# Флаг Венгрии
Флаг Венгрии (венг. Magyarország zászlaja) — один из государственных символов Венгрии.

## Описание
Представляет собой прямоугольное полотнище, состоящее из трёх равновеликих горизонтальных полос: верхней — красной, средней — белой и нижней — зелёной. Отношение ширины флага к его длине — 1:2.
Происходит от гербовых (ливрейных) цветов герба Венгрии.
Красный цвет символизирует кровь венгерских патриотов, пролитую в борьбе за независимость Венгрии. Белый цвет — символ нравственной чистоты и благородства идеалов венгерского народа. Зелёный цвет — символ надежды на лучшее будущее страны.

## История флага
Использование красного, белого и зеленого цветов восходит к XIII веку. Впервые они были использованы в 1608 году во время правления короля Габсбургов Матьяша II. Венгерский триколор происходит от исторического герба Венгрии, на котором изображён серебряный крест на зеленом холме с красным фоном.
Триколоры красного, белого и зеленого цветов использовались в Венгрии со времен Наполеона, вероятно, вдохновленные французским триколором. Современная форма стала официальной в революцию 1848–49 гг. и вновь с 1867 г.
В связи с преобразованием Австрийской империи в двойную монархию Австро-Венгрию в 1867 году для Венгерского королевства был принят отдельный флаг, содержавший венгерские цвета в горизонтальных полосах. Эти цвета также использовались в торговом флаге, разделяемом с австрийской частью империи.
С распадом Австро-Венгрии в 1918 году Венгрия стала независимой, и был также принят упрощенный флаг: красно-бело-зеленый триколор с королевским гербом Венгрии. 
В 1944 году флаг немного изменили, убрав с герба Кошута корону Святого Стефана.
В 1949 году Венгрия стала коммунистической, и герб в середине флага был заменен на герб в социалистическом стиле. В 1990 году был возвращен простой триколор Венгрии.

## Военные флаги
- Военно-морской флаг
- Флаг армии

## Исторические флаги
- 1 августа 1869 —
12 ноября 1918 
 Торговый флаг
Австро-Венгрии
- 21 декабря 1867 —
12 ноября 1918
 Флаг Королевства Венгрия в составе Австро-Венгрии
- 12 ноября 1918 —
20 марта 1919 
 Флаг Венгерской Народной Республики
- 21 марта 1919 —
6 августа 1919 
 Флаг Венгерской Советской Республики
- 6 августа 1919 —
2 февраля 1946 
 Флаг Королевства Венгрии
- 2 февраля 1946 —
20 августа 1949
Флаг Венгерской Республики
- 20 августа 1949 —
1 октября 1957 
Флаг Венгерской Народной Республики
- Флаг
Венгерского восстания 1956 года
- Флаг
Венгерской Народной Республики
 1 октября 1957  —
1 октября 1990
- 1 октября 1957 —
23 октября 1989 
Неофициальный флаг Венгерской Народной Республики
- Флаг
Венгерской Республики
 1 октября 1990  —
31 декабря 2011 и Венгрии с 1 января 2012